# تیتان (اسطوره یونان)

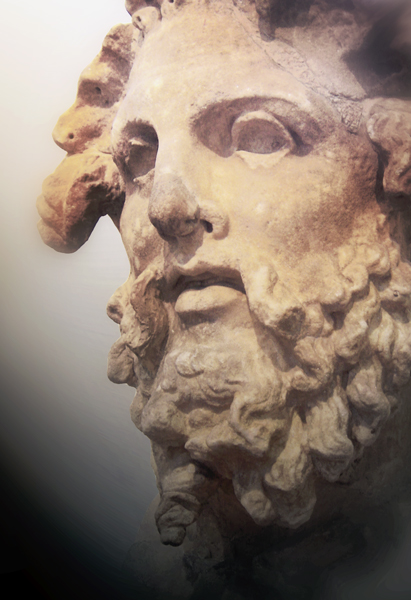
سردیس یک تیتان.

تایتان (به یونانی: Τιτάν) نام یکی از نژادهای ایزدان در اساطیر یونانی است. تایتان‌ها ایزدانی نامیرا و نیرومند بودند که در دوران طلایی قبل از المپ‌نشینان بر زمین فرمانروایی می‌کردند.
تایتان‌ها فرزندان اورانوس (آسمان) و گایا (زمین) بودند. البته اورانوس و گایا فرزندان دیگری هم به نام‌های سایکلاپس‌ها (غول‌های یک چشم)، الهه‌های انتقام، گیگانت‌ها و هکاتونکایرها داشتند. ۱۲ تایتان اصلی (۶ پسر و ۶ دختر) و بعضی فرزندان آن‌ها تایتان نامیده می‌شوند. رهبر تایتان‌ها کرونوس بود که بعدها توسط پسرش زئوس سرنگون شد.

## تایتان‌های اصلی
کرونوس
رئا
اکئانوس
تتیس
هایپریون
امنموسینی
تمیس
یاپتوس
کئوس
کریوس
فوبه
تئا

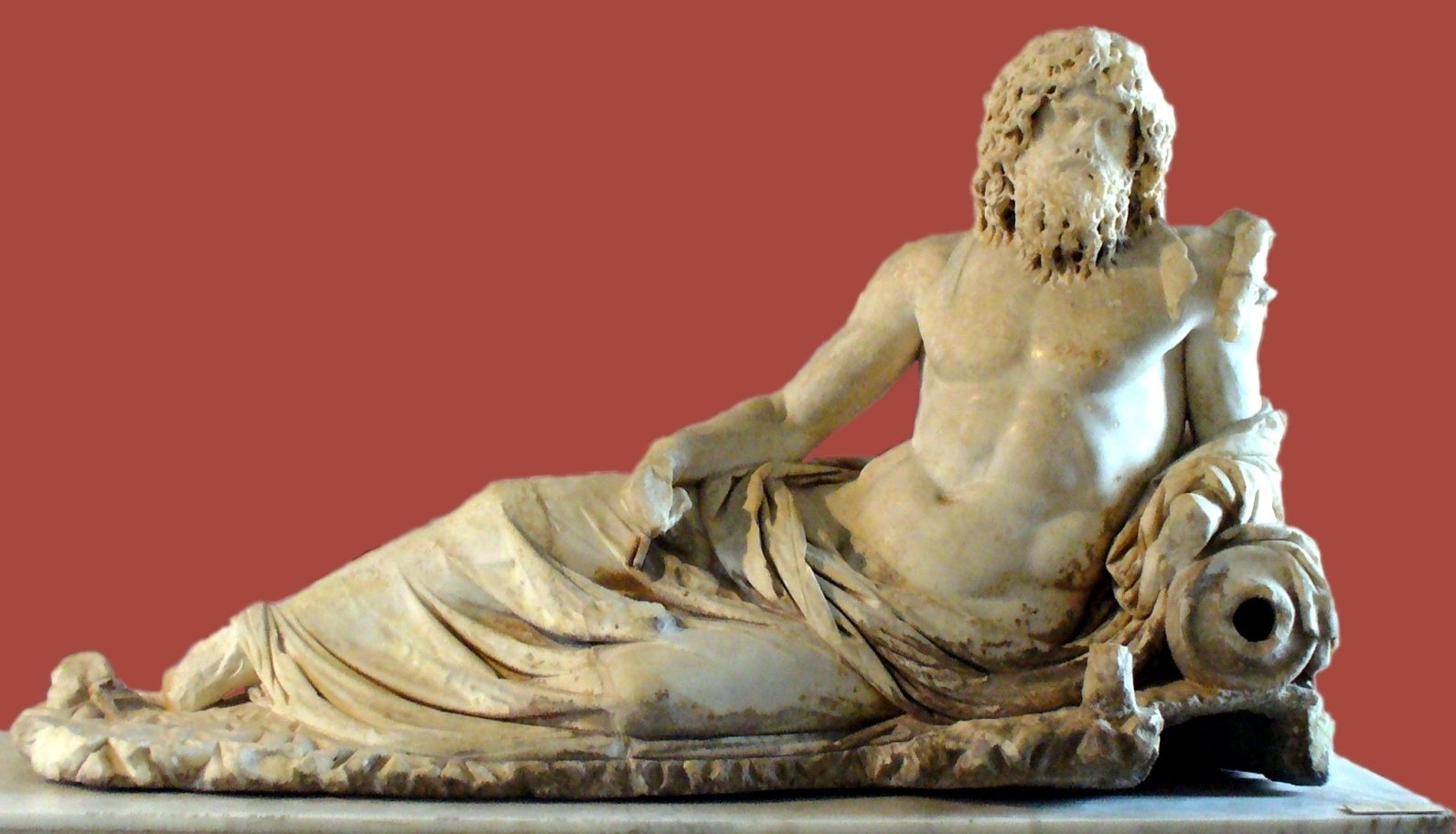
تندیس اکئانوس، که اکنون در موزه باستان‌شناسی استانبول نگهداری می‌شود.

(در برخی منابع تایتان سیزدهمی به نام دیونه نیز آورده شده‌است)

## تایتان‌های نسل دوم
متیس فرزند اوکئانوس
فرزندان هایپریون شامل:
هلیوس
سلنه
ائوس
فرزندان یاپتوس شامل:
پرومتئوس
اپیمتئوس
اطلس

## جنگ بزرگ تایتان‌ها

سقوط تایتان‌ها، اثر کورنلیس وان هارلم که نشان دهنده جنگ ۱۰ ساله و شکست تایتان‌ها از زئوس است

تایتان‌ها به سبب جنگ با ایزدان المپ‌نشینان مشهور هستند، بسیاری از این ایزدان در درون شکم پدر خود کرونوس اسیر شده بودند. بعد از اینکه زئوس آن‌ها را آزاد کرد نبرد میان تایتان‌ها آغاز شد. بعد از گذشت ده سال از این جنگ زئوس از گایا درخواست کمک کرد. گایا به زئوس کمک‌های زیادی کرد و دلیل آن زندانی شدن فرزندان او سیکلوپ‌ها و هکاتونکایرها توسط کرونوس بود.
در این جنگ بیشتر تایتان‌ها در برابر المپی‌ها (بعد از به قدرت رسیدن المپی شدند) قرار گرفتند.
البته بسیاری از تایتان‌ها در طرف المپی‌ها قرار گرفتند مثل رئا، تمیس و متیس و فرزندان هیپریون و پرومتئوس و اپیمتئوس.
سه فرزند ارشد کرونوس (زئوس),(هادس) و (پوزیئون) به وسلیه داس کرونوس او را قطعه قطعه کردند و به اعماق تارتاروس فرستادند؛ و تایتان‌های دیگر را برای مجازات به تارتاروس تبعید کردند.